# Keski-Kivijärvi
Keski-Kivijärvi är en sjö i Finland. Den ligger i kommunen Kemijärvi i landskapet Lappland, i den norra delen av landet, 700 km norr om huvudstaden Helsingfors. Keski-Kivijärvi ligger 158 meter över havet. Den är 7,6 meter djup. Arean är 43,4 hektar och strandlinjen är 3,91 kilometer lång. Sjön  ingår i Kemi älvs huvudavrinningsområde. 